# Борисовское плато
Борисовское плато е държавен зоологически заказник, намиращ се в югозападната част на Приморски край близо до границата с Китай. Създаден е през 1996 г., има площ от 63 429 ha.
Голяма част от територията му представлява базалтово плато, дълбоко нарязано от речни долини. Там се намира най-южният масив от лиственица и същевременно най-северният с дървото Бреза на Шмид (Betula schmidtii). Животинския свят е представен от редки и изчезващи видове. Най-характерен от тях е амурският леопард. Срещат се и китайска восъкова пчела (Apis cerana), разни видове китайски и корейски насекоми, много ендемични бръмбари.
На територията на заказника е забранен лова на всички видове животни, изграждането на туристически обекти и влизането на автомобилен транспорт.
През октомври 2008 г. със заповед на министър-председателя на Русия Владимир Путин заказникът е включен в нов, по-голям. Заедно с Барсовий заказник образуват заказника с името Леопардовий.